# Ульгэр
Ульгэ́р  или улиге́р (монг. үлгэр, бур. үльгэр) — общее название для народных сказаний в жанре героико-исторического эпоса у монголов и бурят.
Улигеры имеют стихотворную форму и насчитывают от сотен до нескольких тысяч строк. В прошлом передавались из уст в уста. Исполняются сказителями — монг. ульгэрч, бур. улигершин — под аккомпанемент национального смычкового или щипкового музыкального инструмента речитативом или пением.
В XIX — начале XX века одним из известных улигершинов был Маншуд Эмегеев, из уст которого был записан бурятский героический эпос "Гэсэр".
В советский период из среды улигершинов были востребованы люди со способностью создавать новые литературные материалы в традиционной эпической форме, как например Аполлон Тороев, который, помимо исполнения народных былин и сказов, также стал автором новых улигеров: о Ленине (Ленин-багша), о Советской армии, о Великой Отечественной войне, о Москве, о новой жизни в колхозах.

## Термин
В монгольском языке слово үлгэр обладает более широким значением: среди его значений — «пример» и «сказание». Так, название индийского сборника «Океан сказаний» Сомадевы, популярный в старой Монголии, назывался «Υлгэрийн далай».
В значении «эпическое сказание» также используется слово «туулс».

## История исследований

### В СССР
C сентября 1940 по апрель 1941 года Государственный институт языка, литературы и истории (ГИЯЛИ) организовал работу по собиранию и изучению устной поэзии бурят. В частности, в поисках героического эпоса о Гэсэре участвовали известные деятели литературы: Ф. Балдаев и А. Бальбуров (в Эхирит-Булагатском аймаке), Д. Мадасон (в Аларском, Боханском и Нукутском аймаках), Д. Хилтухин (в Нукутском аймаке) и А. Шадаев (в Боханском аймаке).
Аудиозаписи улигеров в 1960-е — 1970-е годы были сделаны бурятскими учёными П. Б. Балданжаповым, Д. С. Дугаровым, Г. О. Туденовым, Ц.-А. Дугар-Нимаевым, М. П. Хомоновым, В. Ш. Гунгаровым, С. С. Бардахановой, Д. Д. Гомбоин.
В устной традиции бурят известно о существовании свыше 250 улигеров, из них записано около половины, а опубликовано более 15.

### В Монголии
В Монголии в 1960 году для собирания ульгэров была создана специальная «Палата ульгэров» (монг. Улгэрийн танхим). Записанные ульгэры называются тууж (с монг. «повествование, повесть»).

## Известные примеры улигэров
- «Гэсэриада» — крупнейший[4] улигер, повествующий о Гэсэре,
- «Аламжи Мэргэн» — зародился в XVI веке, записан в 1903 году,
- «Джангар».